# Kopalnia w Mirnym
Kopalnia w Mirnym – dawna odkrywkowa kopalnia diamentów w Mirnym.

## Historia
Spekulacje o możliwym występowaniu na wschodniej Syberii diamentów pojawiały się w latach 30. XX wieku i wtedy też dotarły do Stalina. Po II wojnie światowej blokowano ZSRR możliwość kupowania za granicą diamentów do celów przemysłowych, dlatego Stalin polecił zbadać możliwości uruchomienia wydobycia we własnym kraju. Dokładne badania geologiczne zostały rozpoczęte w roku 1947 i trwały kilka lat. Wydobycie rozpoczęto w roku 1957 metodą odkrywkową. W latach największej eksploatacji w kopalni wydobywano diamenty o masie ponad 2 milionów karatów rocznie, przy czym nie zużywano całego wydobycia do celów przemysłowych. Część produkcji była sprzedawana jako kamienie ozdobne, a zyski z tego tytułu wynosiły ok. 600 mln dolarów rocznie. Największy diament o masie 342,5 karata wydobyto w tej kopalni w grudniu 1980 roku. Po upadku ZSRR kopalnia przeszła w ręce prywatnego przedsiębiorstwa Ałrosa. Kopalnię jako odkrywkową przestano wykorzystywać w 2004 roku. Do 2011 roku w okolicach kopalni drążono chodniki dochodząc do głębokości 1220 m. W 2011 roku kopalnia została całkowicie zamknięta. Dno opuszczonej kopalni zostało pokryte warstwą gruzu grubości 45 metrów i zalane wodą w celu ustabilizowania.

## Obecnie
Licząca 525 metrów głębokości i 1,20 km średnicy kopalnia jest często uważana za drugą pod względem wielkości dziurę w ziemi wykonaną przez człowieka, ustępującą tylko kopalni Bingham Canyon Mine w Utah, a jednocześnie najgłębszą, jaką kiedykolwiek wydrążono, jednak większa jest inna rosyjska kopalnia − Udacznaja o głębokości 640 metrów i 2,4 km średnicy przy powierzchni.
Nad kopalnią zakazano lotów śmigłowców, gdyż kilkakrotnie zostały one wessane przez tworzące się w kopalni prądy powietrzne. Dostęp do kopalni jest ze względu na jej zamknięcie utrudniony, również wstęp do pobliskiego miasta wymaga specjalnej przepustki.